# Intermodalitet

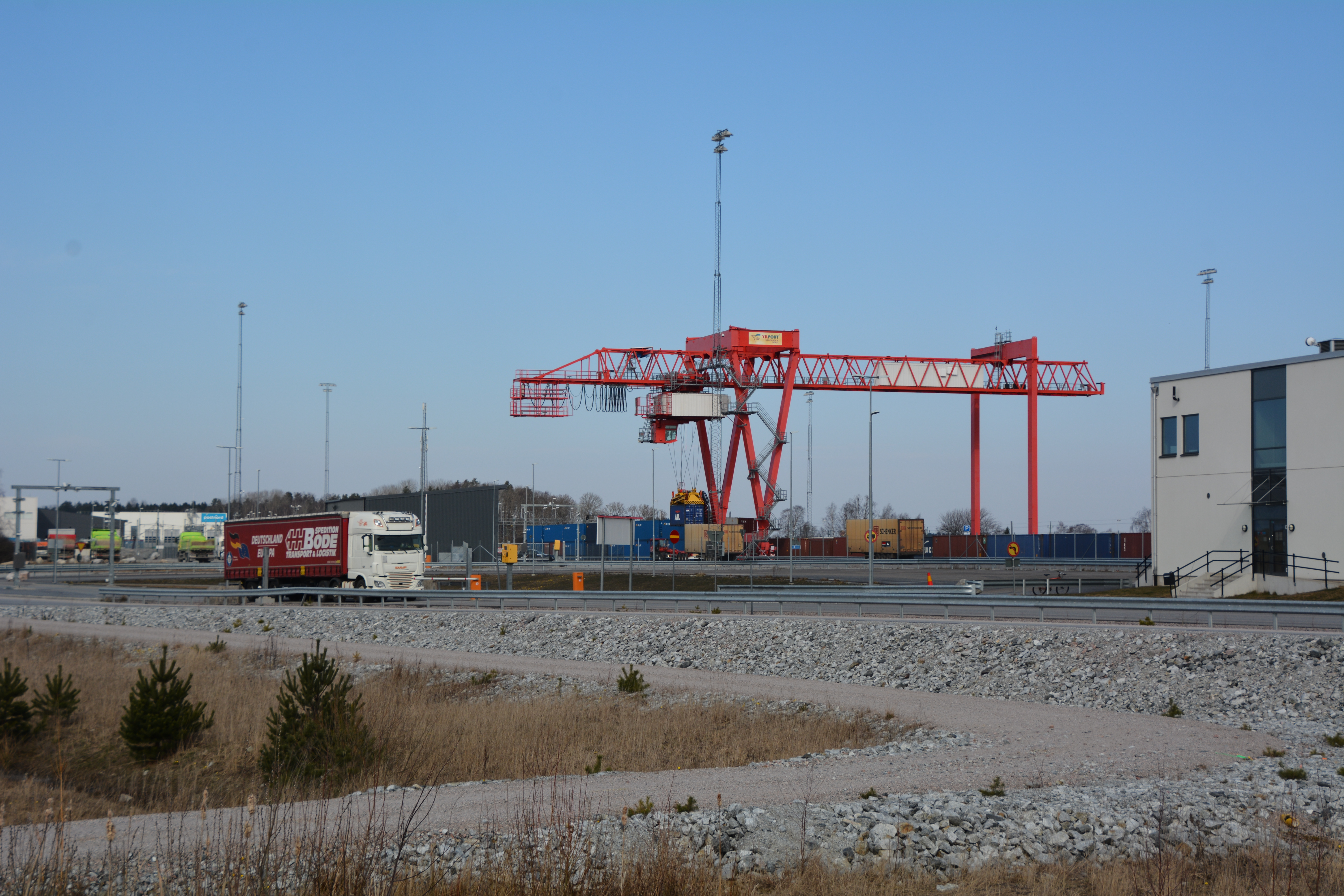
På Kombiterminal Stockholm Nord sker omlastning av enhetslaster mellan järnvägsvagnar och lastbilar

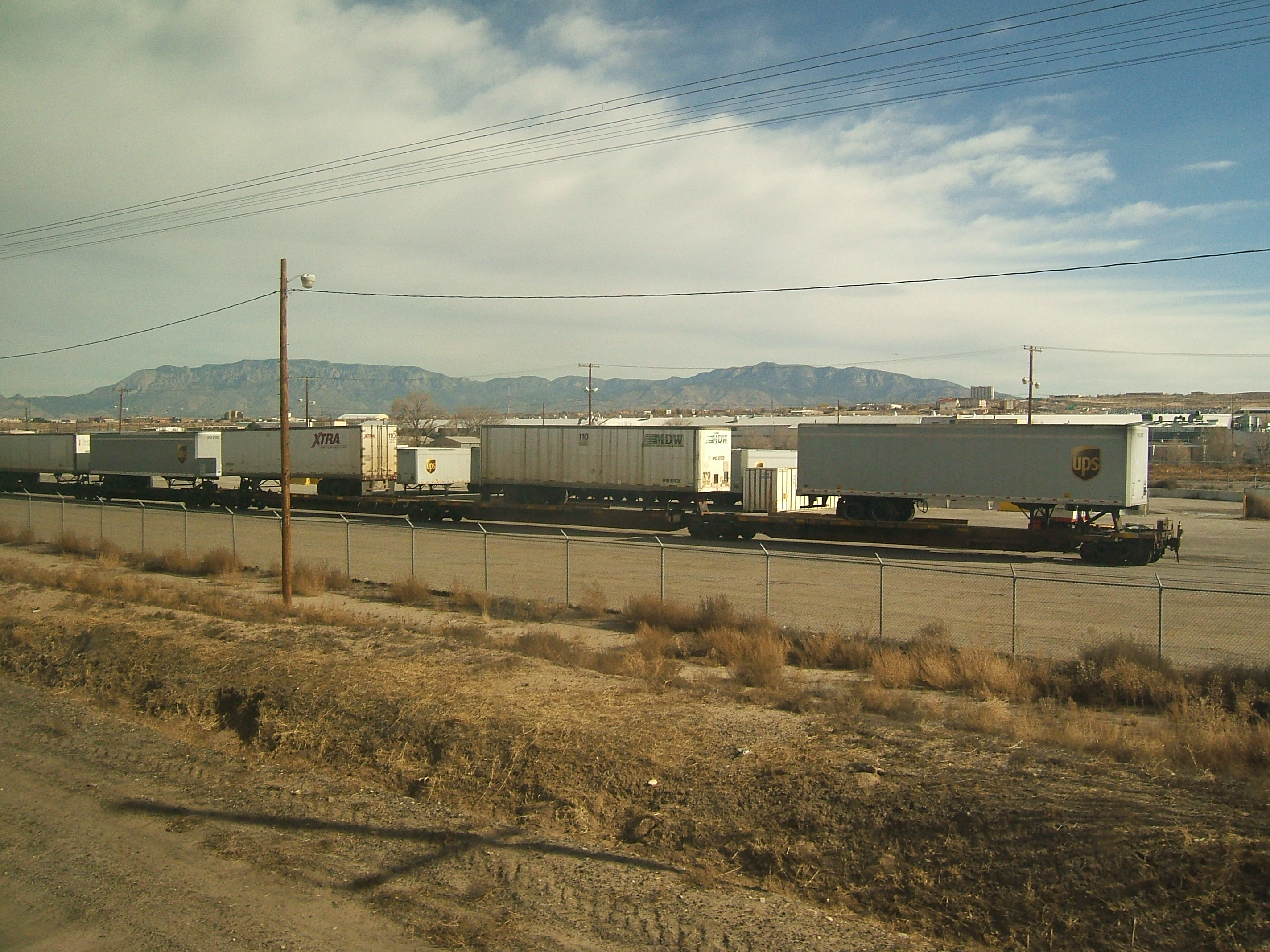
Semitrailers på järnvägsvagnar i Albuquerque i New Mexico i USA

Intermodalitet är ett begrepp inom transporttekniken, som avser att transport av en godsenhet sker med fler än ett transportsätt. Det bildas av prefixet inter som betyder mellan eller inom och modul som betyder enhet.
Godsenheterna utgörs av enhetslaster som containrar, växelflak, semitrailers, kassetter eller hela lastbilar varvid transportsätten är godståg, lastbil, fartyg eller flyg.
Den vanligaste användningen av begreppet är för godstransport av containrar, växelflak, semitrailrar eller kassetter som sker på järnväg och landsväg. Omlastningen sker då vid kombiterminaler från godståg till drag- och lastfordon eller omvänt.
En fördel med intermodala transporter är att själva godset ej hanteras.
Europeiska Unionen eftersträvar en ökad intermodalitet bland annat för att i större utsträckning kunna utnyttja det europeiska järnvägsnätet och sjöfarten istället för landsvägar. 